# El Carrizal, La Yesca
El Carrizal är en ort i Mexiko.   Den ligger i kommunen La Yesca och delstaten Nayarit, i den centrala delen av landet, 600 km väster om huvudstaden Mexico City. El Carrizal ligger 718 meter över havet och antalet invånare är 180.
Terrängen runt El Carrizal är kuperad åt sydväst, men åt nordost är den bergig. Runt El Carrizal är det mycket glesbefolkat, med 3 invånare per kvadratkilometer. Närmaste större samhälle är El Buruato, 17,3 km väster om El Carrizal. I omgivningarna runt El Carrizal växer huvudsakligen savannskog.